# Steve Hillage
 (septembre 2023).
Si vous disposez d'ouvrages ou d'articles de référence ou si vous connaissez des sites web de qualité traitant du thème abordé ici, merci de compléter l'article en donnant les références utiles à sa vérifiabilité et en les liant à la section « Notes et références ».
Stephen Simpson Hillage est un musicien britannique, guitariste, claviériste, chanteur et producteur, né le 2 août 1951 à Chingford, Londres. Il est associé à l'École de Canterbury depuis la fin des années '60. Avant d'entamer sa carrière solo, il a fait partie des groupes Uriel, Arzachel, Khan, Gong, puis a formé System 7 en 1990 avec sa compagne Miquette Giraudy.

## Carrière

### Les années 1960 & 1970
Au lycée en 1967, il fonde le groupe Uriel avec Dave Stewart aux claviers, Mont Campbell à la basse et au chant et Clive Brooks à la batterie. Steve quitte en 1968 et les trois autres musiciens forment le groupe Egg. Ils se retrouvent cependant en 1968 et forment un nouveau groupe sous le nom de Arzachel et sortent un album éponyme en 1969, les musiciens prenant pour l'occasion des pseudonymes. Steve Hillage devient Simeon Sasparella, Dave Stewart est Sam Lee-Uff, Hugh Mont Campbell prend le surnom de Njerogi Gategaka et, finalement Clive brooks est Basil Dowling. Leur musique est déjà du rock psychédélique. Steve a été invité à jouer sur une pièce Wring Out the Ground (Loosely Now) du dernier album de Egg The Civil Surface en 1974.
En 1969, Steve entre à l'université de Kent à Canterbury, il devient ami avec les groupes Caravan et Spirogyra, jouant avec eux à l'occasion. Il compose des musiques et fin 1970, en a suffisamment pour un album. Caravan le présente à leur gérant Terry King qui le fait signer avec Deram sur la base d'une démo enregistrée avec Dave Stewart.
Début 1971, il forme Khan avec le bassiste/chanteur Nick Greenwood (ex Crazy World Of Arthur Brown).
Pip Pyle (batteur de Gong et futur Hatfield and the North) joue lors des premiers concerts. La formation se stabilise avec Dick Heninghem (orgue) et Eric Peachey (batterie), qui tous deux avaient joué sur le disque solo de Greenwood Cold Cuts, enregistré en Californie en 1970 mais sorti en 1972.
Après quelques concerts avec Caravan, Khan commence l'enregistrement de son premier disque en novembre, au moment où Heninghem part et est remplacé par Dave Stewart. Space Shanty sort en mai 1972 et outre Dave Stewart et Steve Hillage, on y retrouve Nick Greenwood et Eric Peachey. Le groupe fait une petite tournée européenne (avec une apparition télévisée au Festival de jazz de Montreux) puis une tournée en Grande-Bretagne avec Caravan en juin.
Des tensions naissent entre Steve Hillage et Nick Greenwood et ce dernier quitte le groupe. Steve Hillage reforme le groupe avec Eric Peachey, Dave Stewart et Nigel Griggs (futur Split Enz) à la basse. De nouvelles compositions arrivent dont I Love It's Holy Mystery, qui sera la base de sa future pièce Solar Musick Suite. Après quelques concerts en septembre et octobre, Decca refuse de sortir le second album et Steve Hillage met ainsi un terme au groupe.
Steve Hillage rejoint ensuite Decadence, le nouveau groupe de Kevin Ayers. Il participe aux sessions de l'album Bananamour et à une tournée de deux mois en Grande-Bretagne et en France. Pendant celle-ci, il croise la route de Gong dont il est déjà fan et rejoint le groupe de Daevid Allen. En janvier 1973, il joue à titre d'invité sur l'album Flying Teapot, le premier de la trilogie Radio Gnome Invisible et devient peu après membre à plein temps du groupe. C'est l'époque de la meilleure formation du Gong avec Daevid Allen à la guitare et au chant, Gilli Smyth aux chœurs, Didier Malherbe au saxophone et à la flûte, Tim Blake aux claviers et synthétiseurs, Mike Howlett à la basse et Pierre Moerlen à la batterie et percussions, qui gravent Angel's Egg et You.
En novembre 1973, Il participe à un enregistrement « live en studio » de Tubular Bells de Mike Oldfield pour la BBC, qu'on retrouve sur le DVD Elements. Présents lors de cette performance mémorable, outre Oldfield et Hillage, Fred Frith et Mick Taylor à la guitare, Karl Jenkins au hautbois, Jeff Leigh et Jon Field (Jade Warrior) à la flûte, Mike Ratledge, [[
Basculer la table des matières
John Greaves (musicien)|John Greaves]] et Tim Hodgkinson aux claviers et finalement Pierre Moerlen aux percussions. Quant au groupe Gong, Daevid Allen quitte la formation en avril 1975 et Hillage est promu leader du groupe, une position inconfortable pour lui. Il finit par quitter le navire à l'automne suivant avec sa compagne Miquette Giraudy après l'album Shamal produit par Nick Mason du Pink Floyd, pour lequel Steve ne joue que sur deux pièces, au moment de la sortie de son premier album solo : Fish Rising, sur lequel on retrouve les membres de Gong, Mike Howlett, Miquette Giraudy, Tim Blake, Didier Malherbe, Pierre Moerlen ainsi que Lindsay Cooper et Dave Stewart. Des boucles « pré-techno » côtoient de grand solos de guitare. Il s'ouvre et se ferme par deux suites d'un quart d'heure : Solar musick suite et Aftaglid.
En 1976 sort L, produit par Todd Rundgren et joué avec deux des musiciens de son groupe Utopia, soit Roger Powell aux claviers et Kasim Sulton à la basse. Suivront Motivation Radio en 1977, avec des pièces plus courtes et Green en 1978, coproduit par Steve Hillage et Nick Mason du Pink Floyd. Tous ces albums, réalisés avec l'aide de sa compagne Miquette Giraudy avec laquelle il collabore toujours, restent dans la veine du rock psychédélique et planant, avec une large place à la guitare jouée en écho. La musique électronique y a aussi son importance, comme avec Gong mais en 1979, Hillage franchit une autre étape et sort Rainbow Dome Musick. Avec ses deux titres de plus de 20 minutes remplis de spirales de synthés new age, cet album marque la naissance de la techno ambiant. À noter qu'il fut un des précurseurs dans l'emploi de la guitare synthétiseur, branchée entre autres sur le fameux synthé TONTO (album Motivation Radio).
Il joue en 1977 au Festival de Reading avec le groupe punk Sham 69. Il apparaît aussi en 1981 sur un single, Nuclear Waste des Radio Actors, avec Sting et Gilli Smyth au chant, Mike Howlett à la basse, Nik Turner de Hawkwind au chant et au saxophone, Steve Broughton à la batterie et Harry Williamson à la guitare et au chant.

### Années 1980 à nos jours
Au cours des années 1980, Hillage commence parallèlement une carrière de producteur, travaillant avec Simple Minds Sons and Fascination, Carte De Séjour Rhorhomanie en 1984, Murray Head Sooner or Later en 1987, Nash The Slash Children of the Night en 1981, It Bites sur l'album Once Around the World en 1988, Real Life, Cock Robin et Robyn Hitchcock. Il joue le solo de guitare sur la pièce-titre de l'album de Valérie Lagrange, Faut plus me la faire en 1980, produit par Mike Howlett du Gong. Il a aussi travaillé sur 3 albums du groupe Charlatans en 1994, '95 et '98. À propos de l'album Sooner or later de Murray Head produit par Steve, sa compagne Miquette Giraudy y joue les claviers. Puis Steve est à la guitare et participe à la production de l'album solo du claviériste de Genesis, Tony Banks, Bankstatement en 1989.
Après avoir entendu The Orb jouer son disque Rainbow Dome Musick, il fonde en 1990 avec Miquette Giraudy le groupe System 7, une formation ambiant dance. Le groupe est toujours en activité après 11 albums. C'est d'ailleurs lui qui introduit la scène dance au Festival de Glastonbury où il fera la programmation de la « tente dance » la première année.
Il est également le producteur du grand concert de Raï 1, 2, 3 Soleils avec Faudel, Cheb Khaled et Rachid Taha. Pour ce dernier, il a produit un singleVoilà Voilà en 1993, ainsi que 7 albums entre 1993 et 2006. Il coproduit aussi, avec Jean-Jacques Goldman, Christophe Battaglia et Lati Kronlund, l'album Kenza du chanteur algérien Cheb Khaled en 1999. On retrouve sur cet album, entre autres, Gail Ann Dorsey à la basse et The Kick Horns aux cuivres.
Il collabore avec Ozric Tentacles pour le disque Spirals in Hyperspace (2004).
Alors qu'ils n'avaient participé à aucune des reformations du Gong depuis 1977, Hillage et Giraudy les rejoignent pour le Gong Unconventional Gathering à Amsterdam en 2006, pour un énorme set où est joué la presque totalité de Camembert Electrique et de la trilogie Radio Gnome Invisible. Ils y jouent également un set de System 7, ainsi qu'un autre du Steve Hillage Band (le répertoire solo des années '70), avec Basil Brooks (claviers et synthés), Mike Howlett (basse) et Chris Taylor (batterie). Enfin, il joue avec Daevid Allen et plus de 10 guitaristes un set du Glissando Orchestra, une heure de musique drone, une superposition de bourdons.
Début 2007, ses albums solo sont réédités avec des inédits.
Après le Unconventional Gathering, le couple participe à quelques concerts avec Gong en juin 2008. Steve Hillage y joue Light in the Sky de Motivation Radio. Ils continuent pour l'album 2032, produit par Steve, et tournent avec Gong en 2009 et 2010.
Steve Hillage et Miquette Giraudy continuent à composer et jouer avec System 7, connu aux États-Unis sous le nom de 777.
En 2015, sur disques BYG Records, a été publié le boîtier 4 CD Radio Gnome Invisible Trilogy de Gong, réunissant les trois albums culte du groupe, soit Flying teapot (Radio Gnome Invisible - Pt.1), Angels Egg (Radio Gnome Invisible - Pt.2) (Yin) et You (Radio Gnome Invisible - Pt.3) plus (Yang) Side Of The Fun Gods et Est-Ce Que...? (Bonus Disc) avec des pièces inédites. Ce coffret a été édité à la mémoire du guitariste-chanteur et fondateur du groupe Gong, Daevid Allen, décédé le 13 mars 2015. Steve est présent sur le tout dernier album de Gong, Rejoice I'm dead paru en septembre 2016, il joue un solo de guitare sur la pièce Rejoice.

## Arzachel
- 1969 : Arzachel
- 2007 : Arzachel - Réédition sur le label "Egg Archive – CD69-7201" de l'album original avec 6 titres bonus.

## Khan
- 1972 : Space Shanty
- 2005 : Space Shanty - Réédition de l'album inclant deux pièces bonus, Break the Chains une chanson inédite absente de l'album original et Mixed Up Man of the Mountains (First version), 2 compositions de Nick Greenwood et Steve Hillage.

## Gong
- Albums Studio :
- 1973 : Angel's Egg
- 1974 : You
- 1975 : Shamal - Steve ne joue que sur deux pièces, Bambooji et Wingful of Eyes. Produit par Nick Mason.
- 1997 : A Sprinkling of Clouds - L'album est sorti sous le nom de Gong mais Hillage y est présent avec son groupe System 7.
- 1997 : You Remixed - 2 CD - Même chose que pour l'album précédent, Hillage y est présent avec son groupe System 7.
- 2009 : 2032 - Produit par Steve Hillage.
- 2016 : Rejoice I'm dead - Steve guitare solo sur la pièce Rejoice!.
- Albums Live :
- 1974 : Greasy Truckers Live at Dingwalls Dance Hall - Avec Camel, Henry Cow, Global Village Trucking Company et Gong.
- 1977 : Gong est mort, vive Gong
- 1977 : Live Etc.
- 1990 : Live at Sheffield 74
- 1990 : Live au Bataclan 1973
- 1995 : Live '73 - Album sorti sous le nom ParaGong. Avec Didier Malherbe, Mike Howlett, Pierre Moerlen, Tim Blake.
- 1995 : The Peel Sessions 1971/1974 - Avec Kevin Ayers à la guitare.
- 1997 : Pre-Modernist Wireless: The Peel Sessions
- 2005 : Live in Sherwood Forest '75
- Compilations :
- 1989 : The Mystery And The History Of The Planet Gong - Sorti en album double vinyle. - Édition limitée.
- 1995 : The Best Of Gong
- 1997 : The Very Best Of Gong
- 1997 : The Best Of Mother Gong de Mother Gong - Guitare sur Machine Song.
- 1999 : Other Side Of The Sky : A Collection - 2 CD
- 2015 : Radio Gnome Invisible Trilogy - Boîtier 4 CD - Contient les albums Flying teapot (Radio Gnome Invisible - Pt.1), Angels egg (Radio Gnome Invisible - Pt.2), (Yang) Side Of The Fun Gods et You (Radio Gnome Invisible - Pt.3) ainsi qu'un CD de pièces inédites Est-Ce Que...? en disque bonus. Dédié à la mémoire du guitariste et membre fondateur Daevid Allen.

## Solo
*Albums studio
- 1975 : Fish Rising
- 1976 : L - produit par Todd Rundgren.
- 1977 : Motivation Radio
- 1978 : Green - produit par Steve Hillage et Nick Mason.
- 1979 : Rainbow Dome Musick
- 1979 : Open
- 1982 : For to next
- 1982 : And not or
- 1991 : Ggggong-Go_Long
- 2019 : The Golden Vibe, double LP enregistré en 1973 au Pavillon du Hay à Voisines (Yonne), le studio communautaire de Gong à l'epoque. Cet album a la même jaquette que l'album Green mais ne doit pas être confondu avec ce dernier.

Singles
- 1976 : It's All Too Much/Shimmer (avec Tim Blake)
- 1977 : Hurdy Gurdy Man/Om Nama Shivaya
- 1977 : Not Fade Away (Glid Forever)/Saucer Surfing
- 1978 : Getting Better/Palm Trees (Love Guitar)
- 1979 : Don't Dither Do It/Getting In Tune
- 1979 : Leylines To Glassdom/Lies, Lies, Lies (avec Glen Phillips)
- 1979 : Six Pack/Six Track
- 1982 : Kamakazi Eyes/Before The World Was Made
- 1982 : Kamakazi Eyes (Extended Mix)/Before The World Was Made/Glory - Extended Play
- 1982 : Alone/Frame By Frame
- 1982 : Alone/Frame By Frame/Timelines - Extended Play

Bande originale de film
- 1993 : Salif Keïta & Steve Hillage – L'Enfant lion
- 2019 : The Space Movie The Original Soundtrack - avec David Bedford, Terry et Sally Oldfield, Pierre Moerlen, Maddy Prior, etc.

Albums live
- 1978 : Live Herald
- 1991 : Ggggong-Go Long - (Album Double)
- 1992 : BBC Radio 1 : Steve Hillage Live in Concert
- 2004 : Live at Deeply Vale Festival 1978
- 2013 : Live In England 1979 - CD + DVD
- 2014 : Live at RockPalast 1977 - CD + DVD
- 2014 : Rainbow 1977
- 2015 : Madison Square Garden 1977

Compilations
- 1979 : Aura
- 1983 : For To Next / And Not Or
- 2003 : Light In The Sky - Introducing ... Steve Hillage
- 2016 : Steve Hillage : Searching for the spark - Boîtier 22 CD relatant la période de 1969 à 1991. Sortie prévue en Septembre 2016. Ce coffret inclut des enregistrements inédits, des pièces enregistrées en concert, des démos ainsi que des chansons effectuées en studios. Plus un livre détaillant toute l'histoire du guitariste et des photos exclusives.

## Avec Evan Marc
- 2008 : Dreamtime Submersible
- 2008 : Dreamtime Resubmerged

## System 7
Voir la discographie de System 7 : https://www.discogs.com/fr/artist/6959-System-7

## Participations
- 1973 : Bananamour de Kevin Ayers - Joue sur Shouting In A Bucket Blues, aussi présent sur l'album, Mike Ratledge de Soft Machine.
- 1973 : Flying Teapot de Gong. - Joue sur quelques pièces à titre d'invité, il se joignit au groupe sur l'album suivant.
- 1973 : Tubular Bells Live - BBC Video 1973 de Mike Oldfield - Vidéo VHS et DVD. - Avec Mike Ratledge, Karl Jenkins, etc.
- 1974 : The civil surface de Egg - Joue sur Wring Out the Ground (Loosely Now).
- 1975 : V - Compilation de Virgin Records - Inclut une pièce de Steve : Pentagramaspinn.
- 1975 : Clearlight Symphony de Clearlight Symphony - Avec Tim Blake, Didier Malherbe et Christian Boulé, etc.
- 1978 : Dead on Arrival - Compilation Virgin Records - Une pièce de Steve : Hurdy Gurdy Man.
- 1978 : Nuclear Waste/Digital love de Fast Breeder & The Radio Actors - CD Single.
- 1978 : Xitintoday de Nik Turner's Sphynx.
- 1979 : Nuclear Waste/Digital Love de The Radio Actors - Single - Avec Sting, Mike Howlett, Gilly Smith, etc.
- 1980 : Faut plus me la faire de Valérie Lagrange - Joue le solo sur la pièce-titre.
- 1980 : Ils Viennent du Futur! de Guy Skornik - Guitare sur une pièce.
- 1981 : Robot Woman 1 de Mother Gong - Guitare sur Machine song.
- 1983 : Bønø de J.C. Bønø - À ne pas confondre avec le chanteur Bono de U2.
- 1989 : Bankstatement de Tony Banks- Steve joue la guitare et coproduit avec Tony Banks.
- 1990 : National Health Complete de National Health - Compilation. 2 CD
- 1991 : Aubrey Mixes: The Ultraworld Excursions de The Orb - Backside Of The Moon (Under Water Deep Space).
- 1991 : The Orb's Adventures Beyond the Ultraworld de The Orb.
- 1991 : Urga de Eduard Artemiev - Guitare acoustique et production.
- 1992 : An Elpee's Worth of Productions de Todd Rundgren - Sur It's All Too Much.
- 1992 : UFOrb - Artistes Variés : Steve & Miquette avec System 7
- 1992 : Boss Drum de The Shamen - Guitare sur Scientage.
- 1993 : Rachid Taha de Rachid Taha - Steve joue la guitare, la basse et les claviers.
- 1994 : Cyberwar de Steve Hillage, Russ Dunham, Fergus McNeill - 4 pièces de Steve sur cette compilation de musique techno.
- 1995 : Olé, Olé de Rachid Taha - Joue la guitare.
- 1998 : Diwàn de Rachid Taha - Steve à la guitare.
- 2000 : Made in Medina de Rachid Taha - Steve à la guitare.
- 2001 : Rachid Taha Live de Rachid Taha - Steve guitare.
- 2002 : The Stranglers and Friends Live in Concert des Stranglers - Joue sur Something Better Change et Down in the Sewer.
- 2004 : Spirals in Hyperspace de Ozric Tentacles - Steve et Miquette Gyraudi : Guitare et synthé sur Akasha.
- 2004 : Tékitoi de Rachid Taha - Steve guitare, chœurs, arrg, programmation.
- 2006 : Diwân 2 de Rachid Taha - Guitare acoustique et électrique, programmation.
- 2007 : The Dream de The Orb - Guitare sur 4 pièces.
- 2011 : Seeking Major Tom de William Shatner - Joue sur Rocket Man de Elton John/Bernie Taupin.
- 2013 : Ambient Set at Freerotation de Surgeon - Garden Of Paradise.
- 2013 : Fly Like an Eagle: An All-Star Tribute to Steve Miller Band Artistes Variés - Joue sur Rock'n me.
- 2013 : Secret Thirteen Mix 090 de Helm - Red Admiral.
- 2016 : Starship Trooper de Rick Wakeman - Joue sur la pièce Are we to believe avec Billy Sherwood & Jürgen Engler.

## DVD
- 2004 : Elements de Mike Oldfield - Joue sur la version live de Tubular Bells filmé en 1973 par la BBC.
- 2007 : Germany-77
- 2009 : Live At The Gong Unconvention
- 2013 : Live In England 1979
- 2015: Romantic Warriors III: Canterbury Tales (en)

## Production
- 1981 : Sons and Fascination des Simple Minds
- 1981 : Children of the Night de Nash The Slash
- 1981 : Themes for Great Cities 79/81 des Simple Minds - Compilation
- 1981 : Sister Feelings Call des Simple Minds
- 1982 : Groovy Decay de Robyn Hitchcock
- 1983 : Bønø de J.C. Bønø
- 1983 : Marc Seberg 83 de Marc Seberg
- 1984 : Rhorhomanie de Carte de Séjour
- 1984 : Heartland de Real Life - Coproduction avec Ross Cockle et Ross Fraser.
- 1985 : Cock Robin de Cock Robin
- 1987 : Sooner or Later de Murray Head - Miquette Giraudy joue les claviers.
- 1988 : Once Around the World de It Bites - Coproduction.
- 1989 : Bankstatement de Tony Banks - Coproduction Banks/Hillage. Steve joue aussi la guitare sur cet album.
- 1990 : Lifetime de Real Life
- 1991 : The Orb's Adventures Beyond The Ultraworld de The Orb - Produit 2 pièces.
- 1991 : Urga de Eduard Artemiev - Coproduit avec Miquette Giraudy.
- 1993 : Rachid Taha de Rachid Taha - Coproduit avec Justin Robertson - Joue la guitare, la basse et les claviers.
- 1993 : Voilà Voilà de Rachid Taha - CD Single
- 1994 : Up to Our Hips des Charlatans - Coproduction.
- 1995 : Olé, Olé de Rachid Taha - Joue la guitare, en plus du mixing, remixing, programmation et de la production.
- 1995 : The Charlatans des Charlatans - Coproduction.
- 1997 : Carte blanche de Rachid Taha - Coproduction avec six autres producteurs.
- 1998 : 1, 2, 3 Soleils de Rachid Taha, Khaled et Faudel - Steve arrg des cordes, mixing, ingénieur, production.
- 1998 : Diwàn de Rachid Taha - Steve à la guitare, mixing, programmation, ingénieur.
- 1998 : Melting Pot des Charlatans - Coproduction.
- 1999 : Arabesque - Artistes Variés - Steve produit 2 pièces Stereo MC's Fever (Steve Hillage Remix) & Rachid Taha Valencia.
- 1999 : Kenza de Cheb Khaled - Coproduction.
- 2000 : Made in Medina de Rachid Taha - Steve à la guitare, composition, production.
- 2001 : Barra Barra (Original Album Version)/Barra Barra - Full Mix (Wiseguys)/Barra Barra - Instrumental (Wiseguys) de Rachid Taha - Single.
- 2001 : Rachid Taha Live de Rachid Taha - Steve guitare, arrg, compositeur, mixing, production.
- 2004 : Tékitoi de Rachid Taha - Steve guitare, chœurs, arrg, programmation, mixing, production. Brian Eno est aussi sur ce disque.
- 2006 : Diwân 2 de Rachid Taha - Guitare acoustique et électrique, programmation, production.
- 2009 : 2032 de Gong

## Liens Externes
- Site officiel
- Ressources relatives à la musique :   - AllMusic
  - Bandcamp
  - Billboard
  - Discogs
  - MusicBrainz
  - Muziekweb
  - Rate Your Music
  - Songkick
- Ressources relatives à l'audiovisuel :   - Filmportal
  - IMDb
- Notices dans des dictionnaires ou encyclopédies généralistes :   - Deutsche Biographie
  - Larousse
- Notices d'autorité :   - VIAF
  - ISNI
  - BnF (données)
  - IdRef
  - LCCN
  - GND
  - Espagne
  - Pays-Bas
  - Norvège
  - Tchéquie
  - WorldCat